# 鄉原古統
鄉原古統（1887年8月8日—1965年4月6日:286），本名堀江藤一郎，日本畫家，長野縣塩尻市人，為臺灣日治時期藝術教育家。鄉原古統仿照日本內地帝國美術展覽會（帝展）的模式，與石川欽一郎、鹽月桃甫、木下靜涯等美術家，在台灣開辦了一年一度的臺灣美術展覽會（臺展），提攜後輩甚力，著名弟子包括陳進、林阿琴、邱金蓮、周紅綢等，影響台灣畫壇甚鉅。

## 早年生涯
鄉原古統本名堀江藤一郎，生於日本長野縣東摩郡。生父為堀江柳市，母親名，為堀江家次男。堀江藤一郎在幼年時，由於伯父鄉原保三郎無嗣，過繼給伯父做養子，改姓鄉原。1894年，鄉原進入廣丘小學堅石分校就讀，後進入松本尋常高等小學校。1901年進入松本中學校，在校期間受美術教師武井真澄（1875 - 1957）的啟蒙，而開啟了對繪畫的興趣。（武井真澄1896年畢業於東京美術學校鑄金科，1900年受聘松本中學擔任美術教師。）

## 臺灣美術展覽會
台展的最初構想，原本是一些在台的日本籍美術教師和一些美術愛好者所推動，原先希望是由民間來推動舉辦。當時的雜誌《台灣時報》曾刊出鹽月桃甫的文章，當中提及他與鄉原古統、石川欽一郎等人在台北新公園附近商討有關籌辦台灣美術展覽會事宜。不過當他們將此事向官方通報後，官方人士向他們表示想由總督府當局來主辦這場展覽會。後來台灣美術展覽會由台灣教育會主辦，名義上雖然是民間的法人，但其中的主要成員均為總督府的重要官員，因此台展其實是可以被視作帶有殖民地當局品味的官方展覽活動。
展覽分為東洋畫部、西洋畫部兩個部門。從1927年至1936年，臺展共舉辦了十回，而鄉原古統擔任了其中一至九屆評審。臺展使許多年輕的美術家有了表現的機會，其中最出名的就是當時的「台展三少年」（林玉山、陳進、郭雪湖）。

## 大事記
鄉原古統本名堀江藤一郎，1910年4月東京美術學校師範科畢業。獲得「師範學校、中學校、高等女學校\圖畫科、習字科」、「師範學校、高等女學校\手工科」的教員許可證。
1917年來台，短期在臺中第一中學校任教後，於1919年3月離職。12月轉往臺北第三高女教導圖畫科，住於台北南門町3之22番地，不久遷移至新起町。
1920年3月12日至14日，於台中俱樂部巨型水彩畫展。7月10日至11日，與齋藤延年畫展於舊知事官邸。
1921年，與秋田縣的石橋小姐結婚。
1922年2月11日－12日，與鹽月桃甫聯展。4月，到臺北第二中學校任教。
1923年，長子保真出生。1925年，次子真琴出生。
1927年，三子欣三出生。
擔任第一回台灣美術展覽會東洋畫評審。
1928年，擔任第二回台灣美術展覽會東洋畫評審。
1929年，擔任第三回台灣美術展覽會東洋畫評審。
12月4日，石川欽一郎、鹽月桃甫、鄉原古統於台中市民館舉行美術演講會。

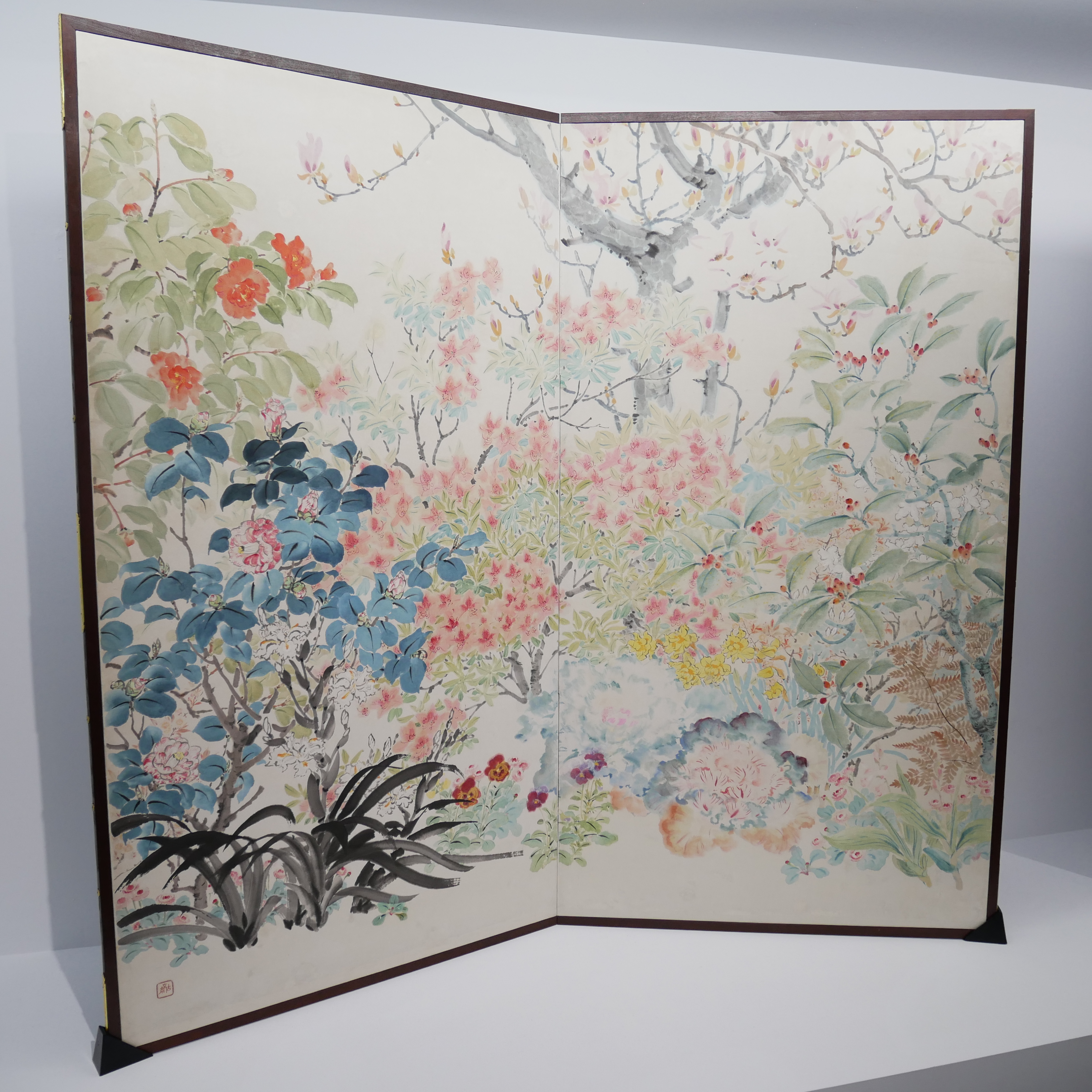
〈春之庭〉（臺北市立美術館藏）

1930年2月，於台北神島裱具店成立栴檀杜事務所，研究東洋畫。成員由村澤節子、大岡春濤、蔡品、林玉山、陳進、木下靜涯、村上無羅、宮田彌太郎、那須雅城、野間口墨華、國島水馬、鄉原古統、郭雪湖等人組成。
擔任第四回台灣美術展覽會東洋畫評審。
1931年，搬家至東門町113番地。
10月1-4日，台北教育會主辦，小學校、公學校兒童圖畫展於教育會館舉行，顧問石川欽一郎、鹽月桃甫、鄉原古統。
擔任第五回台灣美術展覽會東洋畫評審。
1932年，
2月11-14日，台北州教育會舉辦第一回師生畫展於總督府舊廳舍，石川欽一郎、鄉原古統、鹽月桃甫等人擔任審查員。
9月30-10月2日，台灣日本畫協會第一回展於博物館，會員有： 井上一松、後藤竹堂、加藤紫軒、鄉原古統、常光雪山、木下靜涯、武部竹令、野間口墨華、森牧齋、國島水馬。
擔任第六回台灣美術展覽會東洋畫評審。
1933年，
2月23-26日，台北州教育會舉辦第二回師生畫展於樺山小學校。25日圖畫教員座談會，鄉原古統講評。
擔任第七回台灣美術展覽會東洋畫評審。
1934年，
3月，鄉原古統代表栴檀杜將《台灣風景畫帖》獻上滿洲國的帝王溥儀。
擔任第八回台灣美術展覽會東洋畫評審。
1935年，
2月22-26日，台北州教育會舉辦第四回師生畫展於樺山小學校。審查員有鄉原古統、名島貢、鹽月桃甫。
7月14-27日，舉行「六硯會」第一回講習會，講師有：呂鐵洲、郭雪湖、陳敬輝、及秋山春水等人，特別講師是木下靜涯、鄉原古統。
擔任第九回台灣美術展覽會東洋畫評審。
1936年，
2月23-29日，台北州教育會舉辦第五回師生畫展於教育會館。審查員有鄉原古統、名島貢、鹽月桃甫。
3月2-3日，六硯會主辦，鄉原古統送別展於菊元百貨。
3月6日，辭去台北第三高女教職返日，李石樵與郭雪湖為其送行。

## 影視作品
- 2016年 電視劇《紫色大稻埕》，由馬場克樹飾演。

## 延伸閱讀
- 王秀雄，《中華民國美術思潮研討會》，<日據時代台灣官展的發展與風格探釋---兼論其背後的大眾傳播與藝術批評>，台北市:台北市立美術館，初版，287-330頁。（1992年2月）
- 王秀雄，〈自明鄭至光復前的台灣美術發展初探〉，《第一屆台灣本土文化學術研討會論文集(上)》，台北:國立台灣師範大學文學院‧人文教育研究中心，頁383-402，初版。（1995年4月）
- 林柏亭，〈日據時期台灣的畫會活動〉，《何謂台灣?---近代台灣美術與文化認同論文集》，台北:雄獅美術月刊社出版，頁230-247。（1997年9月）
- 廖瑾瑗，〈畫家鄉原古統〉，《藝術家》，294期，台北:藝術家出版社，頁288-297。（1999年11月）
- 李進發，《日據時期台灣東洋畫發展之研究》，國立台灣師範大學美術研究所碩士論文，頁92-93。（1992年6月）